# District de Kitasaku
Le district de Kitasaku (北佐久郡, Kitasaku-gun) est un district de la préfecture de Nagano, au Japon, doté d'une superficie de 281,65 km2.

## Municipalités
- Karuizawa
- Miyota
- Tateshina

## Historique
- Le 1er avril 2004, le village de Kitamimaki et le bourg de Tōbu du district de Chiisagata sont réunis pour former la ville de Tōmi.
- Le 1er avril 2005, le bourg de Mochizuki et le village d'Asahina fusionnent avec la vieille ville de Saku et le bourg d'Usuda du district de Minamisaku pour former la nouvelle ville de Saku.